# Elke Buyle
Elke Buyle (23 april 1985) is een Vlaamse zangeres en musicalactrice.

## Loopbaan
Buyle studeerde tussen 2004 en 2008 aan het Koninklijk Conservatorium Brussel en was actief in het koor Scala & Kolacny Brothers. In 2009 deed ze mee aan het televisieprogramma Op zoek naar Maria, waarin werd gezocht naar de vrouwelijke hoofdrolspeler Maria in de musical The Sound of Music. Daarmee eindigde ze als vijfde. In 2010 speelde ze in de musical Dans der Vampieren en in 2012/2013 in de Duitse versie. In 2012 richtte Buyle samen met Maria Plessers, Annique Janissen en Tine Truwant de muziekgroep Ladies of the Fifties op. In 2013 vertolkte Buyle de Vlaamse versie van het Disney-personage Elsa uit de animatiefilm Frozen en zong ze het nummer "Laat het los" dat 3 weken op eerste plaats stond in de Vlaamse top 10. In 2014 was ze een van de kandidaten in het muzikaal spelprogramma Sing that  song.

## Theater
| Productie                            | Land      | Jaar      |
| ------------------------------------ | --------- | --------- |
| Dans der Vampieren                   | België    | 2010      |
| Oliver!                              | België    | 2011      |
| Tanz der Vampire                     | Duitsland | 2012-2013 |
| Doornroosje                          | België    | 2014      |
| '14-'18                              | België    | 2014      |
| Wickie de Musical                    | België    | 2015      |
| Chaplin                              | België    | 2016-2017 |
| The Best of Musicals                 | België    | 2018      |
| Rubens                               | België    | 2018      |
| '40-'45 (musical)                    | België    | 2018      |
| Hans en Grietje                      | België    | 2018-2019 |
| The Best of Musicals                 | België    | 2019      |
| Elke Buyle Pakt Het Vast             | België    | 2019      |
| De Prinses en de Toverspiegel        | België    | 2019      |
| The Best of Musicals (at the movies) | België    | 2020      |
| Madagaskar De Musical                | België    | 2020      |
| Daens (musical)                      | België    | 2020      |
| Red Star Line (musical)              | België    | 2023-2024 |

## Filmografie
| Jaar | Titel                     | Rol  | Opmerkingen  |
| ---- | ------------------------- | ---- | ------------ |
| 2013 | Frozen                    | Elsa | Vlaamse stem |
| 2018 | Ralph Breaks the Internet | Elsa | Vlaamse stem |
| 2019 | Frozen II                 | Elsa | Vlaamse stem |

## Discografie

### Singles
| Single met hitnotering(en) in de Vlaamse Ultratop 50 | Datum van verschijnen | Datum van binnenkomst | Hoogste positie | Aantal weken | Opmerkingen                        |
| ---------------------------------------------------- | --------------------- | --------------------- | --------------- | ------------ | ---------------------------------- |
| Laat het los                                         | 2014                  | 26-04-2014            | tip13           | -            | Soundtrack Frozen (Vlaamse editie) |